# Hellersdorf
Hellersdorf, Berlin-Hellersdorf – dzielnica (Ortsteil) Berlina w okręgu administracyjnym Marzahn-Hellersdorf. Od 1 października 1920 w granicach miasta.

## Transport
Przez dzielnicę przebiega linia metra U5 z następującymi stacjami:
- Hönow
- Louis-Lewin-Straße
- Hellersdorf
- Cottbusser Platz
- Kienberg (Gärten der Welt)
- Kaulsdorf-Nord